# Epinephelus cifuentesi
Epinephelus cifuentesi, tên thường gọi là cá mú ô liu (tên tiếng Anh: Olive grouper), là một loài cá biển thuộc chi Epinephelus trong họ Cá mú. Loài này được mô tả lần đầu tiên vào năm 1993.

## Phân bố và môi trường sống
E. cifuentesi có phạm vi phân bố rải rác ở Đông Thái Bình Dương. Loài này được tìm thấy xung quanh mũi bán đảo Baja California, và từ phía nam bang Oaxaca, Mexico đến Salinas, Ecuador bao gồm các đảo ngoài khơi là Rocas Alijos, đảo Cocos, quần đảo Revillagigedo, đảo Malpelo và quần đảo Galápagos. Cá trưởng thành sống xung quanh các rạn san hô và các bãi đá ngầm, hoặc trong các hang động, kẽ đá ở độ sâu khoảng từ 20 đến 135 m; cá con có thể sống ở vùng nước nông hơn.

## Mô tả
E. cifuentesi trưởng thành có chiều dài cơ thể lớn nhất đo được là khoảng 100 cm. Thân thuôn dài, hình bầu dục. Cơ thể cá trưởng thành có màu nâu xám nhạt, ánh kim màu xanh lục trên thân. Vây có màu sẫm hơn thân. Màng giữa 5 gai vây lưng đầu tiên có màu đen. Viền vây ngực và vây hậu môn màu kem. Đuôi bo tròn. Cá con màu nâu xám với vạch đen ở hàm trên.
Số gai ở vây lưng: 11; Số tia vây mềm ở vây lưng: 14 - 16; Số gai ở vây hậu môn: 3; Số tia vây mềm ở vây hậu môn: 9; Số tia vây mềm ở vây ngực: 17 - 19; Số vảy đường bên: 131 - 144.
Thức ăn của E. cifuentesi là các loài cá nhỏ hơn, động vật thân mềm và động vật giáp xác. Những con trưởng thành (tổng chiều dài trung bình trên 65 cm) được đánh bắt trong nghề cá thương mại tại Galápagos, và các cá thể nhỏ hơn (tổng chiều dài trung bình khoảng 35 cm) được thả lại biển.